# Ed Daily
Edward M. Daily (Providence, Rhode Island, 7 september 1862 - Washington D.C., 21 oktober 1891) was een Amerikaans honkballer.

## Debuut
Daily maakte zijn debuut als werper in de Major League op tweeëntwintigjarige leeftijd toen hij op 4 mei 1885 debuteerde bij de Philadelphia Phillies. Hij was met een contract overgenomen van de Harrisburg honkbalclub die uitkwam in een kleinere league. Hij stond bekend om zijn simpele directe en snelle manier van werpen. Hij kwam ook uit als slagman en speelde op diverse veldposities waarvan het meest in het buitenveld. Daily kwam uit voor verschillende clubs in de Major League. Van 1885 tot 1887 speelde hij voor de Phillies. In zijn eerste jaar was hij als werper medeverantwoordelijk voor 26 gewonnen wedstrijden en staat daarmee samen met zijn collega-werper in dat jaar, Charlie Ferguson, op de eerste plaats in de clubstatistieken en op de vijfde plaats in de statistieken van de Major League. In dat jaar speelden de Phillies met slechts twee werpers, als Daily wierp stond Ferguson in het buitenveld en omgekeerd. De samenwerking tussen de twee pitchers kwam tot een triest einde in het voorjaar van 1888 toen Ferguson overleed aan cholera.

## Andere clubs
Daarna kwam hij in 1887 en 1888 uit voor de Washington Senators, daarna voor de Columbus Solons in 1889, de Brooklyn Gladiators in 1890, de New York Giants in 1890, de Louisville Colonels in 1891 en wederom de Senators in 1891. Met de Giants deed hij in 1890 mee aan de World Series. Hij behaalde in 1890 een uniek record doordat hij de enige speler werd in de geschiedenis van de Major League die erin slaagde om als buitenvelder en werper voor drie verschillende teams uit te komen. Bovendien behaalde hij het record door in dat jaar maar liefst 500 maal aan slag te komen en 300 innings te spelen. Ook staat hij in de ranglijst aller tijden nog steeds op een gedeelde derde plaats als werper die de meeste homeruns sloeg. In het seizoen 1888 sloeg hij er zeven.

## Afscheid en overlijden
Zijn laatste wedstrijd speelde hij op 14 juli 1891. Zijn conditie was toen al minder geworden en hij was sterk vermagerd. Hij was op 17 juni van dat jaar op non-actief gesteld door de Louisville Cardinals en overgenomen door Washington Senators, die hem aanstelden als teamcaptain en buitenvelder. Zijn wedstrijden gingen echter slecht en hij sloeg ook weinig ballen als slagman. In juli werd hij ontslagen. Na opname in het ziekenhuis bleek dat hij besmet was met open tuberculose. Door het snelle verloop van de ziekte - mede doordat hij in zijn laatste jaar bijzonder veel wedstrijden had gespeeld waardoor zijn conditie slecht was door oververmoeidheid gecombineerd met een niet bestaan toentertijd van goede medicatie - verslechterde zijn gezondheid snel. In oktober van dat jaar overleed hij op negenentwintigjarige leeftijd.